# Bâtiments du roi
 (mars 2018).
Si vous disposez d'ouvrages ou d'articles de référence ou si vous connaissez des sites web de qualité traitant du thème abordé ici, merci de compléter l'article en donnant les références utiles à sa vérifiabilité et en les liant à la section « Notes et références ».

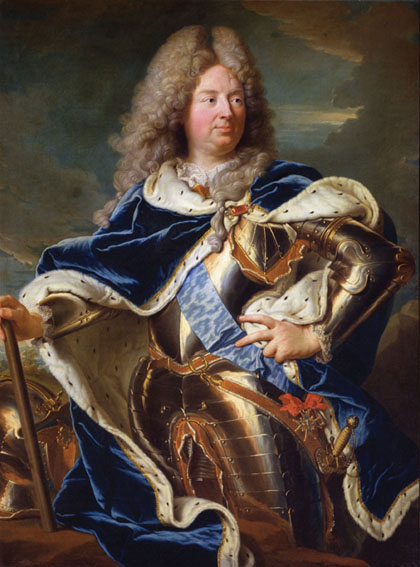
Louis Antoine de Pardaillan de Gondrin

Sous l'Ancien Régime en France, l'administration des Bâtiments du roi, dépendant du département de la Maison du roi, est principalement responsable des travaux commandés par le souverain, dans ses résidences de Paris ou des environs.

## Histoire
La surintendance des bâtiments a été créée par Henri IV et confiée par celui-ci à Sully, pour mettre un terme à la situation antérieure dans laquelle chaque résidence royale avait son propre surintendant. Le surintendant était assisté par un intendant et un contrôleur général.
Au cours du XVIIe siècle, les compétences du surintendant des Bâtiments s'étendirent aux manufactures de tapisseries, à l'Imprimerie royale, au Jardin royal (futur jardin des Plantes) et son titre fut modifié en conséquence : en 1664, Jean-Baptiste Colbert est ainsi « surintendant et ordonnateur général des bâtiments, arts, tapisseries et manufactures de France ».
Par l'importance de ses attributions et la personnalité exceptionnelle de plusieurs des titulaires de la fonction, le surintendant acquiert un rang quasiment équivalent à celui d'un ministre. Par les commandes royales, il exerce une influence considérable sur la vie artistique de son temps et sur l'évolution du goût.
En 1708, le service est ramené au rang de direction générale. Il reprend son appellation de surintendance en 1716, avant de recouvrer celle de direction générale en 1726. À compter de cette date, la fonction cesse d'être une charge pour devenir une simple commission, révocable ad nutum. Le titre le plus courant est « directeur et ordonnateur général des bâtiments, jardins, arts, académies et manufactures royales ».

## Organisation
L'administration des bâtiments emploie entre 250 et 300 personnes, avec un budget variant entre 14 millions (1685) et 1,2 million de livres (1709).
Le directeur général est assisté par le Premier architecte du roi et par le Premier peintre du roi. Jusqu'en 1776, il a sous ses ordres plusieurs intendants généraux, ordonnateurs généraux et contrôleurs généraux ; après 1776, on compte trois intendants, un architecte ordinaire, un inspecteur général et quatre contrôleurs. Des officiers des Bâtiments sont en outre affectés dans chaque maison royale.

## Attributions
Les attributions des Bâtiments du roi comprennent, selon la déclaration royale du 1er septembre 1776 :
- la construction et l'entretien des résidences royales (palais du Louvre, Tuileries, château de Versailles) et des résidences satellites (châteaux de Saint-Germain-en-Laye, Fontainebleau, Compiègne, etc.), ainsi que les parcs et jardins ;
- la réalisation et l'entretien d'ouvrages d'intérêt général tels que la place Louis-le-Grand (actuelle place Vendôme), ou l'hôtel des Invalides ;
- la gestion du mécénat royal, à travers la tutelle de plusieurs académies : Académie royale de peinture et de sculpture, Académie royale d'architecture, Académie de France à Rome et les logements des artistes, en particulier ceux du Louvre ;
- les manufactures des Gobelins, de la Savonnerie et de Sèvres ;
- les fonctions de grand-voyer de la ville de Versailles.

## Liste des maisons royales relevant des Bâtiments du roi
- Château de Versailles, Grand Trianon, Petit Trianon et dépendances ;
- Château de Marly ;
- Château de Fontainebleau ;
- Château de Saint-Germain-en-Laye ;
- Château de Meudon ;
- Palais du Louvre ;
- Palais des Tuileries ;
- Palais-Royal ;
- Palais du Luxembourg ;
- Château de Madrid ;
- Château de La Muette ;
- Château de Vincennes ;
- Château de Compiègne ;
- Château de Blois ;
- Château de Chambord ;
- Château d'Amboise ;
- Château de Choisy ;
- Château de Saint-Hubert ;
- Château de Bellevue ;
- Jardin des Plantes de Paris ;
- Maison royale de Saint-Louis à Saint-Cyr-l'École ;
- Collège de France ;
- Manufacture des Gobelins ;
- Manufacture de la Savonnerie.

## Liste chronologique des surintendants ou directeurs généraux des Bâtiments du roi
De 1602 à 1708, puis de 1716 à 1726, les chefs de l'administration des bâtiments du roi sont nommés surintendants ; de 1708 à 1716 et de 1726 à 1791, des directeurs généraux des Bâtiments.
1. 1594-1602 : Nicolas de Harlay de Sancy, qui remplace en 1594 François d'O, et vers 1599 le duc de Retz (ayant la charge du château de Saint-Germain-en-Laye), dans l'incapacité d'exercer sa charge
2. 1602-1616 : Maximilien de Béthune (1560-1641), duc de Sully, parallèlement surintendant des finances ;
3. 1616-1621 : François de Béthune, comte d'Orval, fils du précédent (mais son père conserve l'exercice et la jouissance de la charge) ;
4. 1621 (mars-avril) : Louis d'Aloigny (vers 1583-1657), baron de Rochefort ;
5. 1621-1625 : Jean de Fourcy ;
6. 1625-1638 : Henri I de Fourcy ;
7. 1638-1645 : François Sublet de Noyers (vers 1588-1645) ;
8. 1646-1648 : Jules Mazarin (1602-1661), cardinal, 1er ministre ;
9. 1648-1656 : Étienne Le Camus (en) ;
10. 1656-1664 : Antoine de Ratabon (1617-1670), seigneur de Trémemont ;
11. 1664-1683 : Jean-Baptiste Colbert (1619-1683), surintendant et ordonnateur général des bâtiments, arts, tapisseries et manufactures de France, parallèlement contrôleur général des finances et secrétaire d'État à la Maison du roi ;
12. 1683-1691 : François Michel Le Tellier de Louvois (1641-1691), marquis de Louvois, surintendant et ordonnateur général des bâtiments, arts, tapisseries et manufactures de France ;
13. 1691-1699 : Édouard Colbert de Villacerf (1629-1699), marquis de Villacerf ;
14. 1699-1708 : Jules Hardouin-Mansart (1646-1708), parallèlement Premier architecte du roi ;
15. 1708-1736 : Louis Antoine de Pardaillan de Gondrin (1665-1736), duc d'Antin, directeur général des Bâtiments du roi, Académies et Manufactures (1708-1718 et 1726-1736) ou surintendant des Bâtiments du roi, Académies et Manufactures (1718-1726) ;
16. 1736-1745 : Philibert Orry (1689-1747), comte de Vignory, directeur général des Bâtiments du roi, Académies et Manufactures, parallèlement contrôleur général des finances ;
17. 1745-1751 : Charles François Paul Le Normant de Tournehem (1684-1751), directeur général des Bâtiments du roi, Académies et Manufactures ;
18. 1751-1773 : Abel-François Poisson de Vandières (1727-1781), marquis de Marigny, directeur général des Bâtiments du roi, Arts, Jardins et Manufactures ;
19. 1773-1774 : Joseph Marie Terray (1715-1778), abbé de Molesmes, seigneur de La Motte-Tilly, parallèlement contrôleur général des finances ;
20. 1774-1791 : Charles Claude Flahaut de La Billarderie (1730-1810), comte d'Angiviller, directeur général des Bâtiments du roi, Arts, Jardins et Manufactures.